# Музаффар-шах I

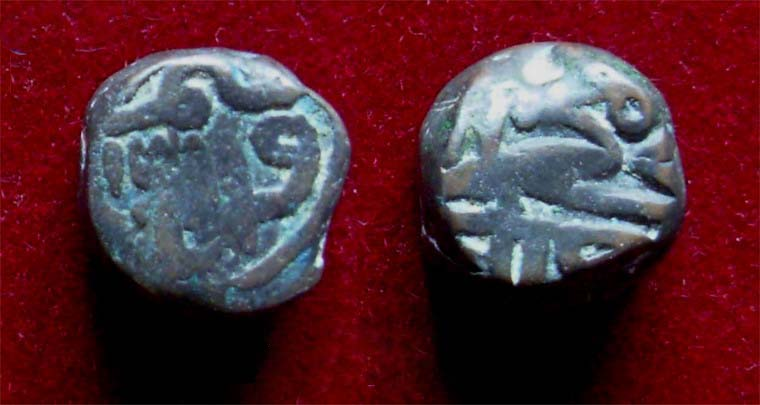
Медная монета султана Музаффар-шаха

Музаффар-шах I, ранее — Зафар-хан (? — 1411) — первый гуджаратский султан из династии Музаффаридов (1391—1403, 1404—1411). Назначенный делийским султаном Насир уд-дином Мухаммад-шахом III губернатором Гуджарата, он объявил независимость и основал Гуджаратский султанат.

## Предки
Во время правления делийского султана Мухаммада ибн Туглака (1325—1351), его двоюродный брат Фируз-шах Туглак был когда-то на охоте в районе, где сейчас находится округ Кхеда в Гуджарате. Он сбился с пути и заблудился. Фируз-шах добрался до деревни Тасра, где он был гостеприимно принят двумя старостами и братьями, раджпутами Садху и Садхараном. За столом принц раскрыл свою личность (он был двоюродным братом и преемником правящего делийского султана). Братья предложили принцу жениться на их сестре, и он согласился. Они сопровождали Фируз-шаха в Дели вместе со своей сестрой. Там братья приняли ислам. Садху получил новое имя — Самшир-хан, а Садхаран — Ваджи-уль-Мульк. Они стали учениками святого хазрат-Махдум-Сайид-и-Джаханиян-Джахангши ака Сайида Джалуддина Бухари . Наконец, в 1351 году, когда Фируз-шах вступил на султанский престол в Дели, он сделал Самшир-хана и его племянника Зафар-хана, сына Ваджих-уль-Мулька, своими виночерпиями и придворными сановниками.

## Ранняя жизнь
Зафар-хан был сыном Ваджи-уль-Мулька. Согласно легенде, святой Бухари пророчески обещал гуджаратцу Зафар-хану в обмен за пищу, предоставленную в его доме. Он дал ему пригоршню фиников и объявил: «твое потомство, подобное этим во множестве, будет править Гуджаратом». Количество семян варьировалось от одиннадцати до тринадцати в зависимости от различных источников.
Делийский султан Мухаммад ибн Туглак, выступивший в военный поход, скончался в Татте на берегу реки Инд в 1351 году от лихорадки, вызванной избытком рыбы. Поскольку у него не было сыновей, его двоюродный брат Фируз-шах Туглак стал его преемником.
Фируз-шах Туглак назначил Малика Муфарраха, также известного как Фархат-уль-Мульк Расти-хан, губернатором Гуджарата в 1377 году. В 1387 году на смену ему был послан Сикандар-хан, но он был разбит и убит Фархат-уль-Мульком. Фируз-шах скончался в 1388 году, и его внук, Гияс-уд-Дин Туглак II (1388—1389) унаследовал султанский престол, но правил только в течение пяти месяцев. Ему наследовал другой внук Абу Бакр-шах (1389—1390), но через девять месяцев он был свергнут сыном Фируз-шаха, Насир уд-дином Мухаммад-шахом III, который правил в 1390—1394 годах.

## Правление

### Губернатор штата Гуджарат при Туглуках (1391—1407)
В 1391 году делийский султан Насир уд-дин Мухаммад шах III назначил Зафар-хана, сына Ваджи-уль-Мулька, губернатором провинции Гуджарат и даровал ему титул Музаффар-хана. Проходя мимо Нагора, он был встречен депутацией из Камбея, жаловавшихся на тиранию Расти-хана. Музаффар-хан прибыл в Патан, столицу провинции Гуджарат, откуда выступил в поход против Расти-хана. Битва произошла у деревни Камбои, в окрестностях Патана. Фархат-уль-Мульк Расти-хан был убит, а его армия потерпела поражение. Чтобы увековечить эту победу, Зафар-хан основал на поле битвы поселение, которую он назвал Джитпур (город победы), а затем, отправившись в Камбей.
После смерти делийского султана Насира уд-дина Мухаммад-шаха III в январе 1394 года на престол взошел его сын Сикандар, но он умер всего через 45 дней (8 марта 1394 года). Ему наследовал его брат Назир-уд-дин Махмуд-шах Туглук II (1394—1413), но его двоюродный брат Нусрат-хан также претендовал на аналогичное звание в Фирузабаде.
Первая военная экспедиция Зафар-хана была направлена против раджпутского княжества Идар, которое в 1393 году отказалось платить обычную дань. Идарский вождь вынужден был смириться и возобновить выплату дани. Современные исторические данные, по-видимому, свидетельствуют о том, что предыдущие правители взимали дань со всех или большинства вождей Гуджарата, за исключением раджей Джунагадха и Раджпиплы, которые сохранили свою независимость. Теперь Зафар-хан запланировал экспедицию против знаменитого храма Сомнатха, но, услышав, что Адил-хан из Асира-Бурханпура вторгся в Султанпур и Нандурбар, он тотчас же выступил туда. При приближении Музаффар-хана Адил-хан отступил к Асиру.
В 1394 году Музаффар-хан выступил против раджи Джунагадха и потребовал от него выплаты дани. Затем, прибыв в Сомнатх, он разрушил индуистский храм, построил мечеть Джамма, ввел ислам, оставил мусульманских блюстителей закона и оставил своего чиновника в городе Сомнапатан или Дева-Патан. Он слышал, что индусы из Манду угнетают мусульман, и, соответственно, выступив туда, он осаждал эту крепость в течение года, но, не взяв ее, удовлетворился покорностью раджи. Из Манду он совершил паломничество в Аджмер. Здесь он выступил против вождей Самбхара и Дандваны, а затем напав на раджпутов Делвады и Дхалавады, он победил их и вернулся в Патан в 1396 году.
Примерно в это же время его сын Татар-хан, оставив свой обоз в форте Панипат, предпринял попытку захватить Дели. Но Икбал-хан захватил форт Панипат, захватил обоз Татар-хана и заставил его отступить в Гуджарат. В 1397 году Зафар-хан выступил в новый поход на княжество Идар, осадил крепость и опустошил владения местного раджи.
В 1398 году знаменитый среднеазиатский завоеватель Тимур вторгся в Северную Индию и двинулся на Дели. В начале 1399 года он разгромил войско делийского султана Махмуда II. Столица Делийского султаната была захвачена, разграблена и частично разрушена. Султан Махмуд II бежал и после многих скитаний прибыл в Патан. Он надеялся заручиться поддержкой Зафар-хана в борьбе за делийский престол, но последний отказался. Махмуд II отправился в Малву, но местный губернатор также ему отказал в помощи. Тем временем его визирь Икбал-хан изгнал Нусрат-хана из Дели, поэтому Махмуд вернулся в столицу, но у него уже больше не было достаточной власти над провинциями, которые стали управляться независимыми губернаторами.
Прежде чем Зафар-хан овладел крепостью Идара, он получил известия о захвате Дели Тимуром и, заключив мир с раджой Идара, вернулся в свою столицу — Патан. В 1398 году, узнав, что племя сомнатов объявило независимость, Зафар-хан отправил против свою армию, нанес им поражение и утвердил среди них ислам.
В 1403 году Татар-хан, сын Музаффар-шаха, призвал своего отца выступить в поход на Дели, но последний отказался. В результате в том же 1403 году Татар-хан заключил его в тюрьму в Асвале (будущий Ахмадабад) и провозгласил себя новым султаном под титулом Мухаммад-шаха. Он заставил подчиниться вождя Нандода в Раджпипле. Мухаммад-шах выступил в поход на Дели, но по пути был отравлен своим дядей, Шамс-ханом Дандани в Синаре на берегу реки Нармада. Некоторые источники сообщают, что Мухаммад-шах скончался естественным образом из-за походы или из-за своей привычки и сильному пьянству. После смерти Мухаммада-шаха Зафар-хан был освобожден из тюрьмы в 1404 году. Зафар-хан просил своего младшего брата Шамс-хана Дандани возглавить султанат, но тот отказался. Тогда Зафар-хан послал Шамс-хана Дандани в Нагор вместо Джалал-хана Хохара. Зафар-хан вторично возглавил Гуджарат. В 1407 году он провозгласил себя султаном Музаффар-шахом в Бирпуре или Шерпуре, принял знаки отличия королевской власти и выпустил монеты от своего имени.

### Султанат Гуджарат (1407—1411)
В это время Алп-хан, сын Дилавар-хана из Малвы, по слухам, отравил своего отца и взошел на трон с титулом Султана Хушанга Гори. Узнав об этом, Музаффар-шах выступил в поход против нового малавского султана Хушанга и осадил его в Дхаре. У него была успешная экспедиция против Дхара (Малва), которая перешла под его контроль.
Музаффар-шах передал Хушанга под опеку своего брата Шамс-хана, которому он присвоил титул Насрат-хана. Хушанг оставался в заключении еще год, и Муса-ханн, один из его родственников, захватил власть в Малавском султанате. Услышав это, Хушанг попросил освободить его, и Музаффар-шах не только согласился на просьбы, но и послал своего внука Ахмад-хана (позже Ахмад-шаха I) с армией, чтобы восстановить его на престоле. Эта военная кампания была успешной. Крепость Манду была взята, и узурпатор Муса-хан был свергнут и обращен в бегство. Ахмад-хан вернулся в Гуджарат в 1409-1410 году. Тем временем Музаффар выступил к Дели на помощь султану Насир-уд-дину Махмуд-шаху Туглуку, предотвратил запланированное нападение на столицу Султана Ибрагима из Джаунпура.
Музаффар-шах подавил восстание или отправил неудачную экспедицию в Канткот в княжестве Кач. По словам Мират-и-Ахмади, Музаффар-шах отрекся от престола в пользу своего внука Ахмад-шаха I в 1410 году из-за его слабого здоровья. Он умер через пять месяцев и тринадцать дней. По словам Мират-и-Сикандари Ахмад-шах собирался в поход, чтобы подавить восстание в Асвале. Покинув Патан, он созвал собрание улемов и задал вопрос, который должен ли он принять в качестве возмездия за несправедливую смерть своего отца. Улемы ответили утвердительно и выдали ему письменный ответ. Он вернулся в Патан и заставил своего деда Музаффар-шаха выпить яд, который убил его. Он был похоронен в Патане. Ахмад-шах I сменил его в возрасте 19 лет в 1411 году.